# Сефле
Сефле (швед. Säffle) град је и општина у регији Вермланд, Шведска. Поставши град тек 1951. године, Сефле је најмлађи град Шведске. Има 9.316 становника.